# HoodBlaq
HoodBlaq ist eine sechsköpfige Rap-Gruppe aus Ludwigshafen am Rhein.

## Geschichte
Die Mitglieder von HoodBlaq stammen aus dem Ludwigshafener Stadtteil Hemshof, einem migrantisch geprägten Stadtteil, der oft als sozialer Brennpunkt bezeichnet wird. Aus einer eher lose agierenden Rapcrew wurde schließlich eine feste sechsköpfige Gruppe, die aus Mali, Veysel, Safraoui, Moussa, Alim und Jamal besteht.
Die einzelnen Mitglieder der Gruppe stammen aus verschiedenen Ursprungskulturen. Unter anderem stammen die Vorfahren der Mitglieder aus Somalia, Algerien, Jamaika, Marokko, Kamerun und Togo. Die Rapcrew legt Wert auf Anonymität und tritt ausschließlich maskiert auf, unter anderem mit Bandanas und Sturmhauben. Die ersten Videos entstanden ab Juli 2021 unter durchnummerierten Hashtags bei Instagram.
Seit 2022 steht die Gruppe beim Sony-Music-Label Columbia Deutschland unter Vertrag. Das Management übernahm Bilal Bicen, welcher ebenfalls für den deutschen Rapper Kurdo tätig ist. Erstmals vertreten in den deutschen Singlecharts war die Band mit dem Track Siedlung, der Platz 72 erreichte. Es folgte Barrio mit Platz 36.
Die Band trat unter anderem als Vorgruppe von RAF Camora auf. Am 20. Juni 2022 postete die Rapcrew auf Instagram ein Foto ihres verwüsteten Studios und kommentierten, dies sei die Folge einer Hausdurchsuchung, bei der die Polizei aber nichts gefunden habe. Tatsächlich kommentierte die Polizei den Post und gab an, man habe erhebliche Mengen an Betäubungsmitteln gefunden.
HoodBlaq wurde bei den Hiphop.de Awards 2023 als „Beste Gruppe national“ ausgezeichnet.

## Musikstil
Die Band macht deutschen Straßen-Rap mit Einflüssen aus dem UK Drill und französischen Rap und dem arabischen.

## Diskografie

### Studioalben
| Jahr | Titel              | Höchstplatzierung, Gesamtwochen, AuszeichnungChartplatzierungen (Jahr, Titel, Platzierungen, Wochen, Auszeichnungen, Anmerkungen) | Höchstplatzierung, Gesamtwochen, AuszeichnungChartplatzierungen (Jahr, Titel, Platzierungen, Wochen, Auszeichnungen, Anmerkungen) | Höchstplatzierung, Gesamtwochen, AuszeichnungChartplatzierungen (Jahr, Titel, Platzierungen, Wochen, Auszeichnungen, Anmerkungen) | Anmerkungen                            |
| Jahr | Titel              | DE | AT | CH | Anmerkungen                            |
| ---- | ------------------ | --- | --- | --- | -------------------------------------- |
| 2022 | Hashtags Columbia  | — | — | — | Erstveröffentlichung: 11. Februar 2022 |
| 2022 | BE.ELA.QU Columbia | DE9 (6 Wo.)DE | AT29 (3 Wo.)AT | CH13 (1 Wo.)CH | Erstveröffentlichung: 29. Juli 2022    |
| 2023 | Haraga Columbia    | DE6 (9 Wo.)DE | AT10 (4 Wo.)AT | CH16 (3 Wo.)CH | Erstveröffentlichung: 19. Mai 2023     |
| 2024 | Xabat Columbia     | DE8 (4 Wo.)DE | AT12 (1 Wo.)AT | CH14 (2 Wo.)CH | Erstveröffentlichung: 26. Juli 2024    |

### Singles
| Jahr | Titel Album             | Höchstplatzierung, Gesamtwochen, AuszeichnungChartplatzierungen (Jahr, Titel, Album, Platzierungen, Wochen, Auszeichnungen, Anmerkungen) | Höchstplatzierung, Gesamtwochen, AuszeichnungChartplatzierungen (Jahr, Titel, Album, Platzierungen, Wochen, Auszeichnungen, Anmerkungen) | Höchstplatzierung, Gesamtwochen, AuszeichnungChartplatzierungen (Jahr, Titel, Album, Platzierungen, Wochen, Auszeichnungen, Anmerkungen) | Anmerkungen                                                   |
| Jahr | Titel Album             | DE | AT | CH | Anmerkungen                                                   |
| --- | ----------------------- | --- | --- | --- | ------------------------------------------------------------- |
| 2022 | Ketama BE.ELA.QU        | — | — | — | Erstveröffentlichung: 18. März 2022                           |
| 2022 | Ohne Sinn BE.ELA.QU     | — | — | — | Erstveröffentlichung: 22. April 2022                          |
| 2022 | Siedlung BE.ELA.QU      | DE72 (1 Wo.)DE | — | — | Erstveröffentlichung: 27. Mai 2022                            |
| 2022 | Barrio BE.ELA.QU        | DE36 (2 Wo.)DE | — | — | Erstveröffentlichung: 24. Juni 2022                           |
| 2022 | Ahu BE.ELA.QU           | DE75 (1 Wo.)DE | — | — | Erstveröffentlichung: 15. Juli 2022                           |
| 2022 | Unga Unga Haraga        | DE— aDE | — | — | Erstveröffentlichung: 25. November 2022                       |
| 2023 | Athena Haraga           | DE31 (1 Wo.)DE | — | — | Erstveröffentlichung: 3. Februar 2023                         |
| 2023 | #11 –                   | DE64 (1 Wo.)DE | — | — | Erstveröffentlichung: 22. Februar 2023                        |
| 2023 | Pass auf Haraga         | DE7 Gold · (19 Wo.)DE | AT10 (14 Wo.)AT | CH16 (16 Wo.)CH | Erstveröffentlichung: 24. März 2023                           |
| 2023 | Beldia Haraga           | DE43 (2 Wo.)DE | — | — | Erstveröffentlichung: 14. April 2023                          |
| 2023 | Carrera Haraga          | DE16 (4 Wo.)DE | AT40 (1 Wo.)AT | CH61 (1 Wo.)CH | Erstveröffentlichung: 5. Mai 2023                             |
| 2023 | Minimum Haraga          | DE16 (2 Wo.)DE | AT27 (1 Wo.)AT | CH48 (1 Wo.)CH | Erstveröffentlichung: 18. Mai 2023 feat. Bonez MC             |
| 2023 | Round One –             | DE32 (3 Wo.)DE | AT75 (1 Wo.)AT | — | Erstveröffentlichung: 8. Juni 2023 mit The Cratez             |
| 2023 | Tropicana XV RR Edition | DE9 (4 Wo.)DE | AT1 (8 Wo.)AT | CH10 (2 Wo.)CH | Erstveröffentlichung: 14. Juli 2023 RAF Camora feat. HoodBlaq |
| 2024 | Xabat                   | DE49 (1 Wo.)DE | — | — | Erstveröffentlichung: 19. April 2024                          |
| 2024 | Panamera Xabat          | DE92 (1 Wo.)DE | — | — | Erstveröffentlichung: 9. Mai 2024                             |
| 2024 | Blaq on Blaq Xabat      | DE5 (5 Wo.)DE | AT12 (3 Wo.)AT | CH13 (3 Wo.)CH | Erstveröffentlichung: 30. Mai 2024 feat. Luciano              |
| 2024 | Money I Love It Xabat   | DE53 (1 Wo.)DE | — | — | Erstveröffentlichung: 20. Juni 2024                           |
| 2024 | Viel gesehen Xabat      | DE57 (1 Wo.)DE | — | — | Erstveröffentlichung: 12. Juli 2024                           |
| 2024 | Wollten frei sein Xabat | DE39 (1 Wo.)DE | — | — | Erstveröffentlichung: 25. Juli 2024 feat. Reezy               |
| 2024 | Russisch Roulette –     | DE89 (1 Wo.)DE | — | — | Erstveröffentlichung: 15. November 2024                       |
| 2024 | P-MAG –                 | DE95 (1 Wo.)DE | — | — | Erstveröffentlichung: 22. November 2024 Kalim feat. HoodBlaq  |
| 2025 | Wie? –                  | DE60 (1 Wo.)DE | — | — | Erstveröffentlichung: 10. Januar 2025                         |
| Folgende Lieder erschienen nicht als Single, wurden aber durch das Album zum Download und Streaming bereitgestellt und konnten somit eine Platzierung erlangen: |                         | | | |                                                               |
| |                         | | | |                                                               |
| 2022 | Casablanca BE.ELA.QU    | DE— bDE | AT63 (1 Wo.)AT | — | Charteinstieg: 9. August 2022 feat. RAF Camora                |